# コランダム

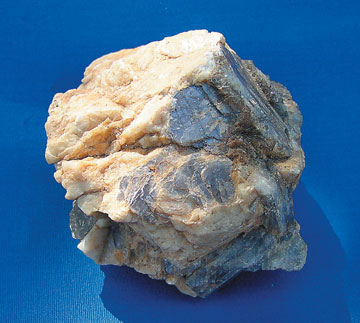
図1 採掘されたコランダムの塊

コランダム（英: corundum）は、酸化アルミニウム (Al2O3) の結晶からなる鉱物。鋼玉（こうぎょく）とも呼ばれる。赤鉄鉱グループに属する。
純粋な結晶は無色透明であるが、結晶に組みこまれる不純物イオンにより色がつき、ルビー（赤色）、サファイア（青色などの赤色以外のもの）などと呼び分けられる。
古くから、磨かれて宝石として珍重されたが、現在では容易に合成でき、単結晶は、固体レーザー、精密器械の軸受などに使われ、大規模に作られる多結晶の塊は研磨材、耐火物原料などに使われる。
なお、磁鉄鉱、赤鉄鉱、スピネルなどが混ざる粒状の不純なコランダムは、エメリーと呼ばれ、天然の研磨材であった。

## 結晶構造とコランダムの仲間

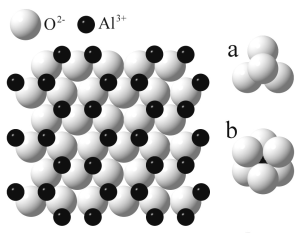
図2 コランダムの結晶層

結晶格子中のイオン半径は、アルミニウムが68pm、酸素が126pmである。AlとOの位置は共に歪んでいるので図2にはならない。しかし、3つのO2-が作る窪みにAl3+イオンが座り（＝Alを中心、Oを頂点とした6配位八面体を形成し）、窪みの1/3は規則的に空いているという点では正しい。この層を積み重ねてコランダム結晶の模型を組むことができ、積むときは、黒球が座っていない下層の窪みに上の層の白球が座るようにする（図2のa）。そうするとアルミニウムの黒球は、下の層の窪みと上の層の窪みとの間におさまる（図2のb）。
図2は六方晶的に描いてあるが、この結晶は菱面体晶にも描け、結晶構造は、対称性にまさる後者で記述される。
酸化アルミニウムの結晶はアルミナともいう。アルミナにはいろいろな結晶構造のものがあり、図2の構造のアルミナは、αアルミナである。
酸化クロムの結晶はコランダムと相似で、図2の黒球のAl3+は、Cr3+と入れ替わることができる。微量のCr3+が入れ替わるとコランダムはピンクになり、2％くらい入れ替わると全くのルビー色になる。これが、ルビーである。
Cr3+でなくFe3+などが入ると青色になり、これが、サファイアである。ただし、人造単結晶（後記）では、ルビー色でないコランダムを、無色透明のものも含め、サファイアと総称することがある。
ボーキサイトをアーク炉で融解し精製して作る褐色溶融アルミナ（後記）が、黒褐色不透明なのは、Tiイオン、MgイオンがAlイオンの場所のところどころにあることによる。
なお、加熱加工された内容物の少ない白色系コランダムをギューダ (geuda) ともいい、淡灰、淡黄、淡青、無色があり、七段を経て美しい色味の青になるのだが、石の質により、どの温度が最高の色になるのかは様々。

## 性質
- 密度: 3.987g/cm3。
- モース硬度: ダイヤモンドに次ぐ9。
- 修正モース硬度: ダイヤモンド、炭化ケイ素に次ぐ13。
- ヌープ硬度: 1,700 - 2,500kgf/mm2。結晶面により異なる。
- 条痕: 白。
- 色: 上記のとおり、無色透明から黒褐色不透明まで、いろいろ。
- 融点: 2,050℃。
- 電気伝導: 固体の状態では絶縁体。2,050℃で融けた液体は良導体。

## 産出
コランダムは、さまざまに産出する。
- ペグマタイト、花崗岩、閃長岩などの火成岩とともに。
- 雲母片岩、片麻岩、結晶質石灰岩、ホルンフェルスなどの変成岩とともに。
- ボーキサイトなどの堆積岩とともに、また、地表の砂の中から。
- 地殻内の高温水溶液（熱水）から晶出した熱水鉱床から。

鉱床は、カナダ、アメリカ、ロシア、南アフリカなどにある。ルビーは、ミャンマー、タイ、スリランカで、砂の中から多く採掘される。日本では、大分県の木浦鉱山がエメリーを産出する事が知られており、研磨材や建設資材として近年まで採掘されていた。

## 単結晶の人造法
コランダム（ルビー、サファイア）の単結晶は、次のような方法で人造できる。

### 火炎溶融法
この方法は、フランスのオーギュスト・ヴェルヌイユが1903年に始めたことから、ヴェルヌイユ法（ベルヌーイ法、Verneuil process）ともいう。生成速度が早くコストが低い。
α-アルミナほかの微粉を酸水素炎中に降らせて液滴にし、それを台座の種結晶の上に垂らし、種結晶と同じ結晶方位に再結晶させ、台座を1時間に数mmの速度で下げて、長い単結晶に成長させる。その棒状の単結晶をブール (boule) と呼ぶ。成長に伴いできる線が同心円状にできるのが特徴。

### フラックス法
ミョウバンを濃く水に溶かし、その中に結晶の粒を吊しておくと、大きな単結晶に育ってゆく。これと同様な方法でコランダム単結晶を育てるのだが、アルミナは常圧下の水には溶けないので、融解したフラックスに溶かす。フラックスにはフッ化鉛、酸化鉛などが用いられる。この方法によるコランダムは1960年代から製造されるようになった。
ルツボ中の原料を加熱してフラックスを融解し、1,000℃以上に保持してアルミナほかを溶かしたのち、1時間に数度の速度で冷却して過飽和状態にすると、約900℃でコランダムの単結晶が析出する。この方法は格子欠陥の少ないmm単位の単結晶の製造には適するが、実用的な宝石の大きさに育てるには時間がかかる。飽和状態を保って2か月程度電気炉で加熱すると、200グラムを超える単結晶の巨大なルビーが得られる。煙状の包有物から、天然物とは区別できる。
従来は長時間を必要としていたが数時間で天然ルビーと同じ構造の六方両錐結晶を、酸化モリブデンをフラックスとして用い約1,000℃でアルミナルツボ中で製造する方法を、信州大学の大石修治らの研究グループが2011年に開発した。

### 熱水法
地殻内で起こっている熱水変質作用を人為的に行っているといってよい。
アルミナは1気圧の100℃の沸騰水には溶けないが、地殻内の1,000気圧以上、1,000℃以上の熱水には溶け、溶解度は温度が高いほど高く、溶けたアルミナは低温のところへ析出する。この環境を人為的に作る。高圧容器の中に水を入れ、原料のアルミナ他を沈め、種結晶を上から吊し、底から加熱すれば、原料は高温高圧の水に溶け、上部の低温の種結晶の表面に析出する。
方法自体は水晶合成のために1960年代に開発されたが、ルビーの場合はクロムの拡散が難しく、ニッケルを着色剤とすることで1990年代後半になってロシアでようやく成功した。生成する単結晶は格子欠陥が少ないが、装置の構造が複雑で生成速度が遅いので、あまり行われない。包有物、赤外線吸収特性などにより天然物とは区別できる。

### 引き上げ法
半導体用のケイ素単結晶の製造に広く行われるこの方法で、コランダムなどの単結晶を作ることもできる。これはポーランドのジャン・チョクラルスキーが1913年に開発したところから、チョクラルスキー法、CZ法とも呼ばれる。
ルツボに原料を入れて融解し、上から吊した種結晶を原料の液面に触れさせると、種結晶の方位の通りに液面が再結晶してゆく。適切な速度で結晶を引き上げて長い単結晶を作る。ただし、この方法でコランダムなどが作られたのは、1990年代の後半である。格子欠陥は少ない。

### キロプロス法
ギリシャ系ドイツ人のSpyro Kyropoulosが1926年に開発した方法（w:Kyropoulos methodを参照）。
引き上げ法に似ているが、種結晶を引き上げるのではなく、原料自体の温度を徐々に下げることで種結晶の周りに大型の結晶を成長させる。結晶に温度差が生じないため格子欠陥が少ないが、成長速度が極めて遅いことが欠点。
窒化ガリウムベースのLED製造用の基板や、高級腕時計の原料などに用いられる。

## 多結晶コランダム塊の製造法
コランダムは硬いので、研磨材に使われる。また、耐火性が高いので、耐火物の原料にも使われる。天然のあるいは人造の単結晶のコランダムを粉砕しても、これらの目的に使えるが、高コストになる。そこで、mm単位以下の結晶からなる多結晶コランダムの塊が生産される。2大別できる。

### 白色電融アルミナ
ボーキサイトを原料にバイヤー法で作ったバイヤーアルミナも、結晶構造は図2のコランダムだが、小麦粉のように細かい粉で、その粉1粒も10µm単位の微細な結晶の集まりで、研磨材には頼りない。

図3 アーク炉

雪は「かき氷」には頼りないから、一度融かして水にし、冷凍庫で氷にすればよいのと同じに、バイヤーアルミナを一度融かして固めればよい。融点2050℃のアルミナは図3のアーク炉で融かす。
垂直の3本の黒い丸棒は黒鉛電極である。電極の間に電圧をかけてアークを飛ばしてアルミナを融かすと、電極と融けたアルミナとの間にアークが飛ぶようになる。トン単位のアルミナを融かしてから冷やし、多結晶の白いアルミナの塊を作る。

### 褐色電融アルミナ
ボーキサイトを精製して作ったバイヤーアルミナを使わず、ボーキサイトをコークスおよび鉄屑とともにアーク炉で融解し、ボーキサイト中のシリカ、酸化鉄、二酸化チタンをいくぶん還元し、冷却凝固させた褐色の塊である。
原料に鉄屑を加えるのは、いくぶんの還元により生成する鉄-ケイ素合金の密度を上げて沈みやすくし、また、強磁性の組成にして、後の工程で磁力選別を可能にするためである。
白色溶融アルミナよりもアルミナ分は低く、黒褐色、不透明である。

## 合成コランダム
- 1837年、マルク・アントワーヌ・ゴーダン（Marc Antoine Gaudin）は、酸化アルミニウム酸化アルミニウムに少量のクロムを着色剤として加え、高温で反応させることで、最初の合成ルビーを製造した[4]。
- 1847年、J.J.エベルマンは酸化アルミニウムとホウ酸を反応させて白色の合成サファイアを作り出した。
- 1877年、フレニック（Frenic）とフライ（Freil）は、小さな宝石を切断するために使える結晶状コランダムを製造した。フリミー（Frimy）とオーギュスト・ヴェルネイ（Auguste Verneuil）は、2000℃以上の高温でフッ化バリウム（BaF2）、酸化アルミニウム（Al2O3）、および少量のクロムを溶融させて人工ルビーを作り出した。
- 1903年、ヴェルネイはこの火炎溶融法を用いて商業規模で合成ルビーを生産できることを発表した[5]。

ヴェルネイ法は、自然界で見られるサイズをはるかに超える、完璧で欠陥のない単結晶のサファイアとルビーを生産可能である。また、助溶剤成長法や水熱合成法により宝石品質の合成コランダムも培養されている。合成コランダムは製造が比較的容易なため、市場に大量に供給され、価格は天然宝石のごく一部に過ぎない。
合成コランダムは破壊的な採掘を避け、資源を節約し、環境への影響は天然コランダムよりも小さい。しかし、合成コランダムの生産はエネルギー集約型産業であり、化石燃料を使用すると炭素排出が増加し、生産過程でリスクを伴う化学物質も使用される。
装飾用途に加え、合成コランダムは機械部品（パイプ、棒、ベアリングおよびその他の機械加工部品）、耐擦傷性光学部品、耐擦傷性ミラー、衛星や宇宙機器の機器窓（紫外線から赤外線までの透過性のため）、レーザーコンポーネントに使用される。例えば、KAGRA重力波検出器の主鏡は23kgのサファイアを用い、先進レーザー干渉計重力波天文台（Advanced LIGO）では40kgのサファイア鏡面が使用されている。

## 用途
天然から産出するコランダムのうち、美しいものは磨いて、宝石、貴石として使われる。
人造の単結晶のコランダムは、固体レーザー、精密器械の軸受、合成宝石、合成貴石、腕時計の風防などに使われる。レコード針にも使われた。
アーク炉で作る多結晶の塊は、粉砕、精製、整粒して、研磨剤、耐火物原料などに使われる。重量で測る消費量はこれがもっとも多い。